# Frank Steinfort
Frank Steinfort (* 7. November 1957 in Duisburg) ist ein deutscher kommunaler Wahlbeamter. Er war von 1999 bis 2022 Beigeordneter für Recht, öffentliche Sicherheit und Ordnung, Personal und Organisation der nordrhein-westfälischen Ruhrgebietsgroßstadt Mülheim an der Ruhr. Als Stadtdirektor war er darüber hinaus allgemeiner Vertreter des Oberbürgermeisters.

## Leben

### Frühe Jahre und Ausbildung
Steinfort wurde am 7. November 1957 in Duisburg geboren. Er absolvierte dort eine Ausbildung zum Bankkaufmann und studierte in Bonn Rechtswissenschaften, deren Doktor er ist.

### Beigeordneter
Steinfort wurde am 10. Juni 1999 vom Rat der Stadt Mülheim an der Ruhr mit einer Mehrheit von 30 zu 26 Stimmen bei einer Enthaltung in geheimer Wahl erstmals zum Beigeordneten für das Dezernat III, dem das Rechtsamt, das Ordnungsamt, das Bürgeramt, die Berufsfeuerwehr, das Veterinäramt, das Bauordnungsamt und Amt für Wirtschaft- und Beschäftigungsförderung unterstanden, bestimmt. Gleichzeitig bestellte er ihn zum allgemeinen Vertreter des Hauptverwaltungsbeamten und verlieh ihm die Amtsbezeichnung des Stadtdirektors. Steinfort trat, noch vor dem im September 1999 neugewählten Oberbürgermeister Jens Baganz, sein Amt zum 11. Juli 1999 an.
Für seinen Zuständigkeitsbereich wiedergewählt wurde Steinfort am 1. März 2007 mit einer Mehrheit von 36 zu 8 Stimmen bei einer Enthaltung. Wieder bestimmte der Rat ihn zum Stadtdirektor, zum allgemeinen Vertreter des Hauptverwaltungsbeamten, nunmehr Oberbürgermeisterin Dagmar Mühlenfeld. Seine zweite Amtszeit begann am 11. Juli 2007.
Noch unter Mühlenfeld wurde Steinfort ein drittes Mal am 5. März 2015 wiedergewählt. In geheimer Wahl konnte er 41 Stimmen bei elf Nein-Stimmen und zwei Enthaltungen auf sich vereinigen. Seine dritte Amtszeit begann am 11. Juni 2015. Als Stadtdirektor und Personaldezernent führte Steinfort am 21. Oktober 2015 den neugewählten Oberbürgermeister Ulrich Scholten in die Funktion des Verwaltungschefs ein.
Im September 2022 legte Steinfort seine Ämter nieder und ging in den vorzeitigen Ruhestand.

### Parteipolitik
Steinfort kündigte im Vorfeld der Oberbürgermeisterwahlen im September 2015 an, für die Mülheimer CDU, deren Mitglied er ist, kandidieren zu wollen, zog seine innerparteiliche Kandidatur aber zugunsten des Stadtverordneten Werner Oesterwind zurück. Im Mülheimer CDU-Kreisverband sitzt er im Kreisvorstand.

### Privates
Steinfort wohnt in Mülheim, ist verheiratet und hat zwei Kinder. Außerberuflich beschäftigt er sich mit der Glücksforschung und betreibt Fechtsport.

## Veröffentlichungen
- Die verfassungsrechtlichen Grundlagen der Veröffentlichungsfreiheit des Wissenschaftlers. Bonn 1987, DNB 880119055 (184 S., Dissertation).